# Què se n'ha fet d'en Bob?
Què se n'ha fet d'en Bob? (títol original: What about Bob?) és una pel·lícula estatunidenca dirigida per Frank Oz i estrenada l'any 1991. Ha estat doblada al català.

## Argument
Un eminent psiquiatre, el Dr. Leo Marvin, és a punt de marxar de vacances amb la família. Però una de les seves col·legues li envia llavors un pacient, Bob Wiley, que acumula un nombre impressionant de neurosis i ha esgotat una vintena de practicants. El Dr. Marvin rebutja rebre'l. Wiley, persuadit que aquest metge serà el seu salvador, el segueix fins a la seva casa de camp i s'hi instal·la, la resta de la família del psiquiatre el troba força simpàtic. Resulta extremadament difícil al Dr. Marvin – que a poc a poc cau en un deliri de persecució – de desempallegar-se'n.

## Repartiment
- Bill Murray: Bob Wiley
- Richard Dreyfuss: Dr. Leo Marvin
- Julie Hagerty: Fay Marvin, l'esposa de Leo
- Charlie Korsmo: Sigmund Marvin, el fill de Leo
- Kathryn Erbe: Anna Marvin, la filla de Leo
- Tom Aldredge: Mr. Guttman, l'amo del cafè
- Susan Willis: Sra. Guttman, la seva dona
- Roger Bowen: Phil
- Reg E. Cathey: Howie
- Fran Brill: Lily Marvin, la germana de Leo
- Brian Reddy: Carswell Fensterwald, el col·lega de Marvin
- Doris Belack: Dra. Catherine Tomsky
- Melinda Mullins: Marie Grady, la periodista de « Good Morning America »
- Marcella Lowery: Betty, la telefonista
- Margot Welch: Gwen, una telefonista
- Barbara Andres: Clara, la secretària del Mr. Marvin
- Aida Turturro: La prostituta
- Stuart Rudin: L'home boig al carrer de Nova York
- Dennis Scott: El policia motard

## Al voltant de la pel·lícula
- En realitat, les escenes a la vora del llac han estat rodades al «Smith Mountain Lake», a Virginia, perquè l'estació de tardor ja havia arribat al llac Winnipesaukee.[3]
- "Comèdia molt divertida (...) vaig trobar a faltar un final amb molta més imaginació i força"[4]
- El film es va estrenar als Estats Units l'estiu de 1991 amb altres títols de l'estudi, com Dick Tracy i Les Aventures de Rocketeer però només l'estrena del llargmetratge d'animació Els 101 Dalmates (1991) ha estat un èxit econòmic pel trimestre.[5]